# 군집표집
군집표집(cluster sampling)은 모집단에서 집단을 일차적으로 표집한 다음, 선정된 각 집단에서 구성원을 표본으로 추출하는 다단계 표집방법이다. 주로 모집단을 총망라한 목록을 수집하기가 현실적으로 불가능할 때 사용될 수 있다. 집락 내부는 이질적(heterogeneous)이고 집락 간에는 동질적(homogeneous) 특성을 가지도록 하는 것이 특징이며, 집락추출법의 효율성은 모집단 요소들의 목록화를 최소화하는 데에 달려있다.
이것은 집락표집이라 하기도 한다. 군집(Cluster)은 생물학적 용어로서, 자연 발생적인 집단을 의미한다. 군집표집법은 모집단을 선정할 때 이미 형성되어 있는 집단을 활용하는 것이다.
교육연구에서 ‘군집’의 가장 대표적인 예는 ‘학교’이다.필요한 수만큼의 각 학교를 모집단으로 선정한 뒤, 각 학교의 학생 전체, 혹은 일부를 표본으로 활용한다. 예를 들어 ‘지역 5-7세 유아들의 사교육 실태 조사’와 같은 연구라면 지역에 있는 유치원을 몇 곳을 모집단으로 삼아 그곳의 5-7세 유아들의 사교육 실태를 표집하면 된다.
이와 같은 군집표집은 단순무선표집이나 체계적표집보다 경제적이고 효율적으로 표집할 수 있기에 빈번하게 연구에 활용된다.

## 같이 보기
- 표본조사
- 층화표집